# Zandżan (miasto)
Zandżan (perski: زنجان) – miasto w północno-zachodnim Iranie, nad rzeką Zandżan, ośrodek administracyjny ostanu Zandżan.
Liczba mieszkańców w 2006 roku wynosiła 377 387.

## Miasta partnerskie
- Malakka
- Trabzon